# Subrahmanyam Jaishankar
Subrahmanyam Jaishankar, né le 9 janvier 1955 à New Delhi, est un diplomate et homme politique indien qui est l'actuel ministre des Affaires étrangères du gouvernement indien depuis le 31 mai 2019. Il est membre du parti Bharatiya Janata et membre du Parlement de la Rajya Sabha depuis le 5 juillet 2019, représentant le Gujarat. Il a précédemment occupé le poste de ministre des Affaires étrangères de janvier 2015, à janvier 2018.
Il rejoint le service extérieur indien en 1977 et au cours de sa carrière diplomatique de plus de 38 ans, il occupe différents postes en Inde et à l'étranger, notamment en tant que haut-commissaire à Singapour (2007-2009) et ambassadeur en République tchèque (2001-2004), Chine (2009-2013) et États-Unis (2014-2015). Jaishankar a joué un rôle clé dans la négociation de l'accord nucléaire civil indo-américain.
À sa retraite, Jaishankar rejoint Tata Sons en tant que président des affaires d'entreprise mondiales. En 2019, il reçoit Padma Shri, la quatrième plus haute distinction civile de l'Inde. Le 30 mai 2019, il prête serment en tant que ministre dans le deuxième ministère Modi. Il est nommé ministre des Affaires extérieures le 31 mai 2019. Il est le premier ancien ministre des Affaires étrangères à diriger le ministère des Affaires étrangères au niveau du Cabinet,

## Éducation
Jaishankar naît à New Delhi, en Inde, dans une famille Tamoule, de l'éminent analyste, commentateur et fonctionnaire indien des affaires stratégiques K. Subrahmanyam et Sulochana Subrahmanyam. Il a deux frères : l'historien Sanjay Subrahmanyam et S. Vijay Kumar, IAS officer, ancien secrétaire au développement rural de l'Inde,.
Jaishankar fait ses études à l'Air Force School, Subroto Park, New Delhi, et est diplômé en chimie du St. Stephen's College de l'Université de Delhi. Il est titulaire d'une maîtrise en sciences politiques et d'une maîtrise en philosophie. et docteur en relations internationales de l'Université Jawaharlal Nehru (JNU), où il s'est spécialisé dans la diplomatie nucléaire. Il est actuellement ministre des Affaires extérieures au sein du gouvernement indien.

## Carrière politique

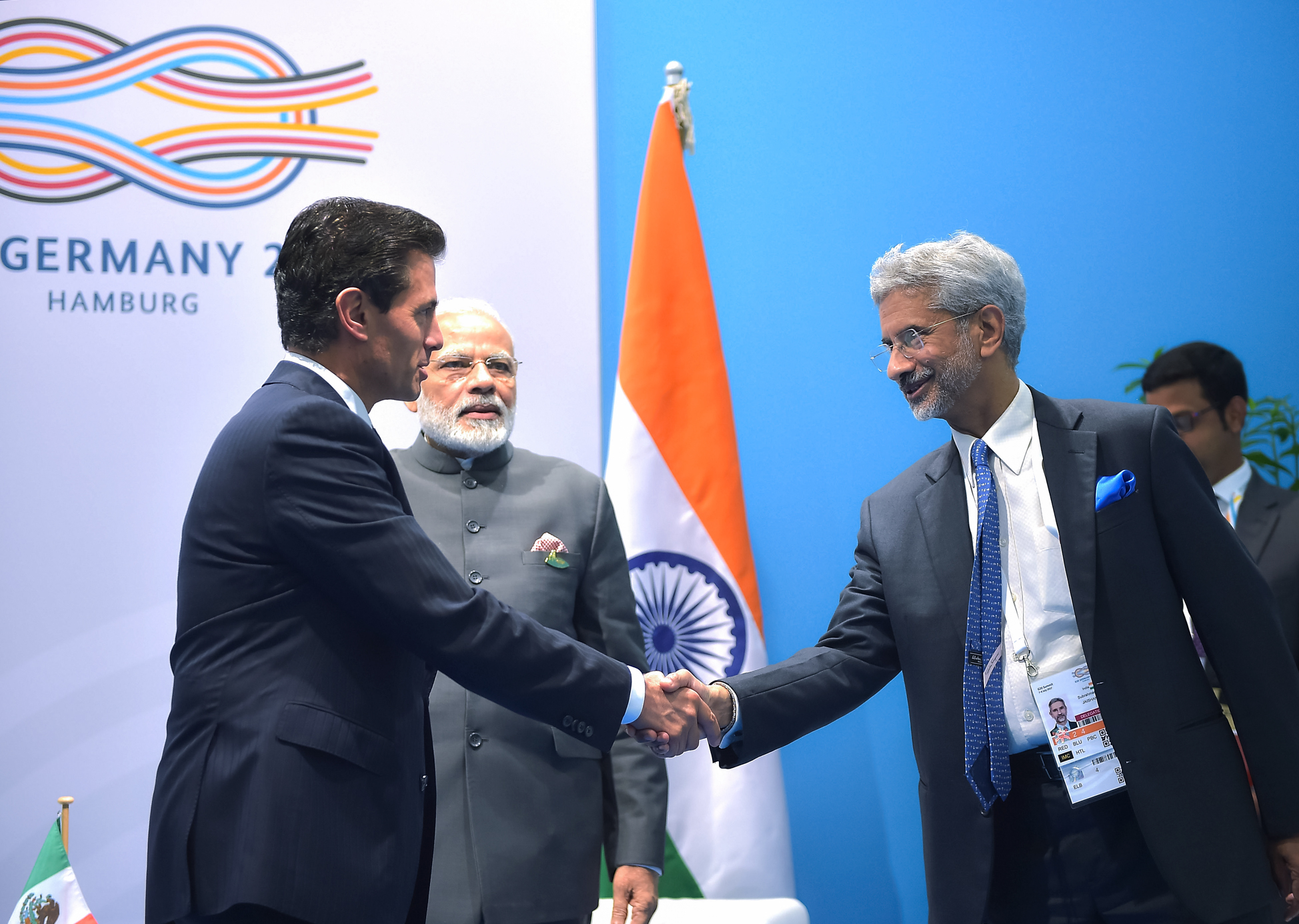
Le ministre indien des Affaires étrangères, S. Jaishankar, lors du sommet des dirigeants du G20 avec le Premier ministre Narendra Modi.

### Ministre des Affaires extérieures
Le 31 mai 2019, il est nommé au Cabinet du ministre des Affaires extérieures. Jaishankar prête serment en tant que ministre du Cabinet le 30 mai 2019.
Le 5 juillet 2019, il est élu député du parti Bharatiya Janata au Rajya Sabha de l'État du Gujarat. Il succéde à feu Sushma Swaraj, qui était ministre des Affaires étrangères du gouvernement de Narendra Modi lors de son premier mandat. Sushma Swaraj n'a pas contesté les élections pour des raisons de santé.
En octobre 2020, Jaishankar et le ministre indien de la Défense, Rajnath Singh, rencontrent le secrétaire d'État américain Mike Pompeo et le secrétaire d'État américain à la Défense Mark T. Esper pour signer l'Accord de base d'échange et de coopération sur la coopération géospatiale (BECA), qui facilite le partage d'informations et de renseignements sensibles, y compris l'accès à des données nautiques, aéronautiques, topographiques et géospatiales très précises, entre les États-Unis et l'Inde. L'accord était en discussion depuis plus d'une décennie, mais des préoccupations antérieures concernant la sécurité de l'information ont poussé le gouvernement de coalition de l'Alliance progressiste unie (UPA) à le bloquer. En réponse au dialogue, le porte-parole chinois du ministère des Affaires étrangères, Wang Wenbin, critique cette décision et conseille à Pompeo « d'abandonner sa mentalité de guerre froide, son état d'esprit à somme nulle et d'arrêter de harceler la "menace chinoise" ».

## Vie privée
Jaishankar est marié à Kyoko, d'origine japonaise et a deux fils — Dhruva et Arjun — et une fille, Medha. Il parle russe, anglais, tamoul, hindi, japonais conversationnel et un peu hongrois.